# Premi e riconoscimenti di Megan Thee Stallion
Questa è una lista dei premi e dei riconoscimenti ricevuti da Megan Thee Stallion.

## Premi musicali
| Premio                          | Anno | Ricevente                                               | Categoria                                                    | Risultato       | Note   |
| ------------------------------- | ---- | ------------------------------------------------------- | ------------------------------------------------------------ | --------------- | ------ |
| American Music Awards           | 2020 | Se stessa                                               | Nuovo artista dell'anno                                      | Candidato/a     | [ 1 ]  |
| American Music Awards           | 2020 | Se stessa                                               | Artista femminile preferita – rap/hip hop                    | Candidato/a     | [ 1 ]  |
| American Music Awards           | 2020 | WAP (Cardi B feat. Megan Thee Stallion)                 | Canzone preferita – rap/hip hop                              | Vincitore/trice | [ 1 ]  |
| American Music Awards           | 2020 | WAP (Cardi B feat. Megan Thee Stallion)                 | Collaborazione dell'anno                                     | Candidato/a     | [ 1 ]  |
| American Music Awards           | 2020 | Savage (Remix) (feat. Beyoncé)                          | Collaborazione dell'anno                                     | Candidato/a     | [ 1 ]  |
| American Music Awards           | 2021 | Se stessa                                               | Artista femminile preferita – hip hop                        | Vincitore/trice | [ 2 ]  |
| American Music Awards           | 2021 | Good News                                               | Album hip hop preferito                                      | Vincitore/trice | [ 2 ]  |
| American Music Awards           | 2021 | Body                                                    | Favorite Trending Song                                       | Vincitore/trice | [ 2 ]  |
| Apple Music Awards              | 2020 | Se stessa                                               | Artista rivelazione dell'anno                                | Vincitore/trice | [ 3 ]  |
| BET Awards                      | 2019 | Se stessa                                               | Miglior artista femminile hip hop                            | Candidato/a     | [ 4 ]  |
| BET Awards                      | 2020 | Se stessa                                               | Miglior artista femminile hip hop                            | Vincitore/trice | [ 5 ]  |
| BET Awards                      | 2020 | Fever                                                   | Album dell'anno                                              | Candidato/a     | [ 5 ]  |
| BET Awards                      | 2020 | Hot Girl Summer (feat. Nicki Minaj & Ty Dolla Sign)     | Video dell'anno                                              | Candidato/a     | [ 5 ]  |
| BET Awards                      | 2020 | Hot Girl Summer (feat. Nicki Minaj & Ty Dolla Sign)     | Miglior collaborazione                                       | Candidato/a     | [ 5 ]  |
| BET Awards                      | 2020 | Hot Girl Summer (feat. Nicki Minaj & Ty Dolla Sign)     | Coca-Cola Viewers' Choice Award                              | Vincitore/trice | [ 5 ]  |
| BET Awards                      | 2021 | Good News                                               | Album dell'anno                                              | Candidato/a     | [ 6 ]  |
| BET Awards                      | 2021 | Cry Baby (feat. DaBaby)                                 | Miglior collaborazione                                       | Candidato/a     | [ 6 ]  |
| BET Awards                      | 2021 | WAP (Cardi B feat. Megan Thee Stallion)                 | Miglior collaborazione                                       | Vincitore/trice | [ 6 ]  |
| BET Awards                      | 2021 | WAP (Cardi B feat. Megan Thee Stallion)                 | Viewers' Choice Award                                        | Candidato/a     | [ 6 ]  |
| BET Awards                      | 2021 | WAP (Cardi B feat. Megan Thee Stallion)                 | Video dell'anno                                              | Vincitore/trice | [ 6 ]  |
| BET Awards                      | 2021 | Savage (Remix) (feat. Beyoncé)                          | Viewers' Choice Award                                        | Vincitore/trice | [ 6 ]  |
| BET Awards                      | 2021 | Se stessa                                               | Miglior artista hip hop femminile                            | Vincitore/trice | [ 6 ]  |
| BET Awards                      | 2022 | Se stessa                                               | Miglior artista hip hop femminile                            | Vincitore/trice | [ 7 ]  |
| BET Hip Hop Awards              | 2019 | Se stessa                                               | MVP of the Year                                              | Candidato/a     | [ 8 ]  |
| BET Hip Hop Awards              | 2019 | Se stessa                                               | Hot Ticket Perfromer                                         | Vincitore/trice | [ 8 ]  |
| BET Hip Hop Awards              | 2019 | Se stessa                                               | Miglior nuovo artista hip hop                                | Candidato/a     | [ 8 ]  |
| BET Hip Hop Awards              | 2019 | Fever                                                   | Miglior mixtape                                              | Vincitore/trice | [ 8 ]  |
| BET Hip Hop Awards              | 2020 | Se stessa                                               | Artista dell'anno                                            | Vincitore/trice | [ 9 ]  |
| BET Hip Hop Awards              | 2020 | Se stessa                                               | Compositrice dell'anno                                       | Candidato/a     | [ 9 ]  |
| BET Hip Hop Awards              | 2020 | Se stessa                                               | Trafficone dell'anno                                         | Vincitore/trice | [ 9 ]  |
| BET Hip Hop Awards              | 2020 | Se stessa                                               | Miglior artista dal vivo                                     | Candidato/a     | [ 9 ]  |
| BET Hip Hop Awards              | 2020 | Savage (Remix) (feat. Beyoncé)                          | Canzone dell'anno                                            | Candidato/a     | [ 9 ]  |
| BET Hip Hop Awards              | 2020 | Savage (Remix) (feat. Beyoncé)                          | Miglior collaborazione                                       | Vincitore/trice | [ 9 ]  |
| BET Hip Hop Awards              | 2020 | Hot Girl Summer (feat. Nicki Minaj & Ty Dolla Sign)     | Miglior collaborazione                                       | Candidato/a     | [ 9 ]  |
| BET Hip Hop Awards              | 2020 | Suga                                                    | Album dell'anno                                              | Candidato/a     | [ 9 ]  |
| BET Hip Hop Awards              | 2021 | Good News                                               | Album hip hop dell'anno                                      | Candidato/a     | [ 10 ] |
| BET Hip Hop Awards              | 2021 | WAP (Cardi B feat. Megan Thee Stallion)                 | Canzone dell'anno                                            | Vincitore/trice | [ 10 ] |
| BET Hip Hop Awards              | 2021 | WAP (Cardi B feat. Megan Thee Stallion)                 | Miglior video hip hop                                        | Vincitore/trice | [ 10 ] |
| BET Hip Hop Awards              | 2021 | WAP (Cardi B feat. Megan Thee Stallion)                 | Miglior collaborazione                                       | Vincitore/trice | [ 10 ] |
| BET Hip Hop Awards              | 2021 | Se stessa                                               | Artista hip hop dell'anno                                    | Candidato/a     | [ 10 ] |
| BET Hip Hop Awards              | 2021 | Se stessa                                               | Miglior artista dal vivo                                     | Candidato/a     | [ 10 ] |
| BET Hip Hop Awards              | 2021 | Se stessa                                               | Compositrice dell'anno                                       | Candidato/a     | [ 10 ] |
| BET Hip Hop Awards              | 2021 | Se stessa                                               | Trafficone dell'anno                                         | Candidato/a     | [ 10 ] |
| BET Hip Hop Awards              | 2021 | On Me (Remix)                                           | Sweet 16: Migliore strofa in un featuring                    | Candidato/a     | [ 10 ] |
| BET Hip Hop Awards              | 2022 | Se stessa                                               | Artista hip hop dell'anno                                    | Candidato/a     | [ 11 ] |
| BET Hip Hop Awards              | 2022 | Se stessa                                               | Trafficone dell'anno                                         | Candidato/a     | [ 11 ] |
| Billboard Music Awards          | 2020 | Se stessa                                               | Miglior rapper femminile                                     | Candidato/a     | [ 12 ] |
| Billboard Music Awards          | 2021 | Se stessa                                               | Miglior rapper femminile                                     | Vincitore/trice | [ 13 ] |
| Billboard Music Awards          | 2021 | Se stessa                                               | Miglior artista femminile                                    | Candidato/a     | [ 13 ] |
| Billboard Music Awards          | 2021 | Se stessa                                               | Artista con il maggior numero di vendite digitali (canzoni)  | Candidato/a     | [ 13 ] |
| Billboard Music Awards          | 2021 | Savage                                                  | Miglior canzone rap                                          | Candidato/a     | [ 13 ] |
| Billboard Music Awards          | 2021 | Savage                                                  | Canzone più venduta digitalmente                             | Candidato/a     | [ 13 ] |
| Billboard Music Awards          | 2021 | WAP (Cardi B feat. Megan Thee Stallion)                 | Canzone più venduta digitalmente                             | Candidato/a     | [ 13 ] |
| Billboard Music Awards          | 2021 | WAP (Cardi B feat. Megan Thee Stallion)                 | Miglior canzone rap                                          | Candidato/a     | [ 13 ] |
| Billboard Music Awards          | 2022 | Se stessa                                               | Miglior rapper femminile                                     | Vincitore/trice | [ 14 ] |
| Billboard Women in Music        | 2019 | Se stessa                                               | Powerhouse Award                                             | Vincitore/trice | [ 15 ] |
| BMI London Awards               | 2021 | B.I.T.C.H.                                              | Canzoni vincitrici                                           | Vincitore/trice | [ 16 ] |
| BMI R&B/Hip-Hop Awards          | 2021 | Hot Girl Summer                                         | Canzoni vincitrici                                           | Vincitore/trice | [ 17 ] |
| BMI R&B/Hip-Hop Awards          | 2021 | Savage                                                  | Canzoni vincitrici                                           | Vincitore/trice | [ 17 ] |
| BMI R&B/Hip-Hop Awards          | 2021 | Savage (Remix)                                          | Canzoni vincitrici                                           | Vincitore/trice | [ 17 ] |
| BMI R&B/Hip-Hop Awards          | 2021 | WAP                                                     | Canzoni vincitrici                                           | Vincitore/trice | [ 17 ] |
| Bravo Otto                      | 2020 | Se stessa                                               | Hip Hop internazionale                                       | Candidato/a     | [ 18 ] |
| BreakTudo Awards                | 2020 | Se stessa                                               | Rivelazione internazionale                                   | Candidato/a     | [ 19 ] |
| BreakTudo Awards                | 2020 | WAP (Cardi B feat. Megan Thee Stallion)                 | Videoclip internazionale                                     | Candidato/a     | [ 19 ] |
| BreakTudo Awards                | 2021 | Se stessa                                               | Artista femminile internazionale                             | Candidato/a     | [ 20 ] |
| Capricho Awards                 | 2020 | WAP (Cardi B feat. Megan Thee Stallion)                 | Feat dell'anno                                               | Candidato/a     | [ 21 ] |
| Danish Music Awards             | 2020 | Savage                                                  | Hit internazionale dell'anno                                 | Candidato/a     | [ 22 ] |
| E! People's Choice Awards       | 2020 | Se stessa                                               | Artista femminile del 2020                                   | Candidato/a     | [ 23 ] |
| E! People's Choice Awards       | 2020 | Savage                                                  | Canzone del 2020                                             | Candidato/a     | [ 23 ] |
| E! People's Choice Awards       | 2020 | Savage (Remix) (feat. Beyoncé)                          | Collaborazione del 2020                                      | Candidato/a     | [ 23 ] |
| E! People's Choice Awards       | 2020 | WAP (Cardi B feat. Megan Thee Stallion)                 | Canzone del 2020                                             | Candidato/a     | [ 23 ] |
| E! People's Choice Awards       | 2020 | WAP (Cardi B feat. Megan Thee Stallion)                 | Video musicale del 2020                                      | Candidato/a     | [ 23 ] |
| E! People's Choice Awards       | 2020 | WAP (Cardi B feat. Megan Thee Stallion)                 | Collaborazione del 2020                                      | Vincitore/trice | [ 24 ] |
| E! People's Choice Awards       | 2021 | Se stessa                                               | Artista femminile del 2021                                   | Candidato/a     | [ 25 ] |
| Fonogram Awards                 | 2023 | Plan B, Pressurelicious e Sweetest Pie                  | Album o registrazione internazionale dell'anno – hip hop/rap | Candidato/a     | [ 26 ] |
| Gaffa Prisen                    | 2021 | Se stessa                                               | Nuovo artista internazionale dell'anno                       | Candidato/a     | [ 27 ] |
| Gaffa Prisen                    | 2021 | WAP (Cardi B feat. Megan Thee Stallion)                 | Hit internazionale dell'anno                                 | Candidato/a     | [ 27 ] |
| Gaffa Priset                    | 2021 | Se stessa                                               | Artista solista straniero dell'anno                          | Candidato/a     | [ 28 ] |
| Gaffa Priset                    | 2021 | Savage                                                  | Canzone straniera dell'anno                                  | Candidato/a     | [ 28 ] |
| Gaffa Priset                    | 2021 | WAP (Cardi B feat. Megan Thee Stallion)                 | Canzone straniera dell'anno                                  | Candidato/a     | [ 28 ] |
| Grammy Awards                   | 2021 | Se stessa                                               | Miglior artista esordiente                                   | Vincitore/trice | [ 29 ] |
| Grammy Awards                   | 2021 | Savage (Remix) (feat. Beyoncé)                          | Registrazione dell'anno                                      | Candidato/a     | [ 29 ] |
| Grammy Awards                   | 2021 | Savage (Remix) (feat. Beyoncé)                          | Miglior canzone rap                                          | Vincitore/trice | [ 29 ] |
| Grammy Awards                   | 2021 | Savage (Remix) (feat. Beyoncé)                          | Miglior interpretazione rap                                  | Vincitore/trice | [ 29 ] |
| Grammy Awards                   | 2022 | Thot Shit                                               | Miglior interpretazione rap                                  | Candidato/a     | [ 30 ] |
| HipHopDX Awards                 | 2019 | Se stessa                                               | Level-Up of the Year                                         | Vincitore/trice | [ 31 ] |
| HipHopDX Awards                 | 2020 | Se stessa                                               | Level-Up of the Year                                         | Vincitore/trice | [ 32 ] |
| HipHopDX Awards                 | 2020 | Se stessa                                               | Miglior rapper dell'anno                                     | Candidato/a     | [ 32 ] |
| HipHopDX Awards                 | 2020 | Savage (Remix) (feat. Beyoncé)                          | Miglior collaborazione hip hop dell'anno                     | Candidato/a     | [ 32 ] |
| HipHopDX Awards                 | 2020 | WAP (Cardi B feat. Megan Thee Stallion)                 | Miglior videoclip hip hop dell'anno                          | Candidato/a     | [ 32 ] |
| iHeartRadio Music Awards        | 2020 | Se stessa                                               | Miglior nuovo artista hip hop                                | Candidato/a     | [ 33 ] |
| iHeartRadio Music Awards        | 2020 | Hot Girl Summer (feat. Nicki Minaj & Ty Dolla Sign)     | Miglior testo                                                | Candidato/a     | [ 33 ] |
| iHeartRadio Music Awards        | 2021 | Se stessa                                               | Artista femminile dell'anno                                  | Candidato/a     | [ 34 ] |
| iHeartRadio Music Awards        | 2021 | Se stessa                                               | Miglior artista hip hop dell'anno                            | Candidato/a     | [ 34 ] |
| iHeartRadio Music Awards        | 2021 | Savage                                                  | TikTok Bop of the Year                                       | Candidato/a     | [ 34 ] |
| iHeartRadio Music Awards        | 2021 | WAP (Cardi B feat. Megan Thee Stallion)                 | TikTok Bop of the Year                                       | Candidato/a     | [ 34 ] |
| iHeartRadio Music Awards        | 2021 | WAP (Cardi B feat. Megan Thee Stallion)                 | Miglior video musicale                                       | Candidato/a     | [ 34 ] |
| iHeartRadio Music Awards        | 2021 | Savage (Remix) (feat. Beyoncé)                          | Miglior collaborazione                                       | Vincitore/trice | [ 34 ] |
| iHeartRadio Music Awards        | 2021 | Savage (Remix) (feat. Beyoncé)                          | Canzone hip hop dell'anno                                    | Candidato/a     | [ 34 ] |
| iHeartRadio Music Awards        | 2022 | Se stessa                                               | Innovatrice                                                  | Vincitore/trice | [ 35 ] |
| iHeartRadio Music Awards        | 2022 | Se stessa                                               | Artista hip hop dell'anno                                    | Candidato/a     | [ 36 ] |
| iHeartRadio Music Awards        | 2022 | Hotties                                                 | Miglior fan army                                             | Candidato/a     | [ 36 ] |
| iHeartRadio Music Awards        | 2022 | Thot Shit                                               | TikTok Bop of the Year                                       | Candidato/a     | [ 36 ] |
| Latin American Music Awards     | 2023 | Se stessa                                               | Miglior artista crossover                                    | Candidato/a     | [ 37 ] |
| Libera Awards                   | 2020 | Suga                                                    | Miglior album R&B/hip hop                                    | Candidato/a     | [ 38 ] |
| Libera Awards                   | 2020 | Hot Girl Summer (feat. Nicki Minaj & Ty Dolla Sign)     | Genio del marketing                                          | Vincitore/trice | [ 39 ] |
| Libera Awards                   | 2021 | Se stessa                                               | A2IM Humanitarian Award                                      | Candidato/a     | [ 40 ] |
| MOBO Awards                     | 2020 | Se stessa                                               | Miglior artista internazionale                               | Candidato/a     | [ 41 ] |
| MOBO Awards                     | 2021 | Se stessa                                               | Miglior artista internazionale                               | Candidato/a     | [ 42 ] |
| MTV Africa Music Awards         | 2021 | Se stessa                                               | Miglior artista internazionale                               | In attesa       | [ 43 ] |
| MTV Europe Music Awards         | 2020 | Se stessa                                               | Miglior artista hip hop                                      | Candidato/a     | [ 44 ] |
| MTV Europe Music Awards         | 2020 | Se stessa                                               | Miglior artista statunitense                                 | Candidato/a     | [ 44 ] |
| MTV Europe Music Awards         | 2020 | WAP (Cardi B feat. Megan Thee Stallion)                 | Miglior video                                                | Candidato/a     | [ 44 ] |
| MTV Europe Music Awards         | 2020 | WAP (Cardi B feat. Megan Thee Stallion)                 | Miglior collaborazione                                       | Candidato/a     | [ 44 ] |
| MTV Europe Music Awards         | 2021 | Se stessa                                               | Miglior artista hip hop                                      | Candidato/a     | [ 45 ] |
| MTV Europe Music Awards         | 2022 | Se stessa                                               | Miglior artista hip hop                                      | Candidato/a     | [ 46 ] |
| MTV Europe Music Awards         | 2022 | Sweetest Pie (con Dua Lipa)                             | Miglior collaborazione                                       | Candidato/a     | [ 46 ] |
| MTV Video Music Awards          | 2019 | Hot Girl Summer (feat. Nicki Minaj & Ty Dolla Sign)     | Miglior inno di potere                                       | Vincitore/trice | [ 47 ] |
| MTV Video Music Awards          | 2020 | Se stessa                                               | Artista dell'anno                                            | Candidato/a     | [ 48 ] |
| MTV Video Music Awards          | 2020 | Savage                                                  | Canzone dell'anno                                            | Candidato/a     | [ 48 ] |
| MTV Video Music Awards          | 2020 | Savage                                                  | Miglior video hip hop                                        | Vincitore/trice | [ 48 ] |
| MTV Video Music Awards          | 2020 | Savage (Remix) (feat. Beyoncé)                          | Canzone dell'estate                                          | Candidato/a     | [ 48 ] |
| MTV Video Music Awards          | 2020 | WAP (Cardi B feat. Megan Thee Stallion)                 | Canzone dell'estate                                          | Candidato/a     | [ 48 ] |
| MTV Video Music Awards          | 2021 | WAP (Cardi B feat. Megan Thee Stallion)                 | Video dell'anno                                              | Candidato/a     | [ 49 ] |
| MTV Video Music Awards          | 2021 | WAP (Cardi B feat. Megan Thee Stallion)                 | Miglior collaborazione                                       | Candidato/a     | [ 49 ] |
| MTV Video Music Awards          | 2021 | WAP (Cardi B feat. Megan Thee Stallion)                 | Canzone dell'anno                                            | Candidato/a     | [ 49 ] |
| MTV Video Music Awards          | 2021 | WAP (Cardi B feat. Megan Thee Stallion)                 | Miglior video hip hop                                        | Candidato/a     | [ 49 ] |
| MTV Video Music Awards          | 2021 | On Me (Remix) (con Lil Baby)                            | Miglior video hip hop                                        | Candidato/a     | [ 49 ] |
| MTV Video Music Awards          | 2021 | Se stessa                                               | Artista dell'anno                                            | Candidato/a     | [ 49 ] |
| MTV Video Music Awards          | 2021 | Thot Shit                                               | Canzone dell'estate                                          | Candidato/a     |        |
| NAACP Image Awards              | 2021 | Savage (Remix) (feat. Beyoncé)                          | Miglior collaborazione contemporanea                         | Vincitore/trice | [ 50 ] |
| NAACP Image Awards              | 2021 | Savage (Remix) (feat. Beyoncé)                          | Miglior canzone hip hop/rap                                  | Vincitore/trice | [ 50 ] |
| NAACP Image Awards              | 2022 | Se stessa                                               | Intrattenitore dell'anno                                     | Candidato/a     | [ 51 ] |
| Nickelodeon Kids' Choice Awards | 2020 | Se stessa                                               | Artista rivelazione preferito                                | Candidato/a     | [ 52 ] |
| Nickelodeon Kids' Choice Awards | 2022 | Beautiful Mistakes (Maroon 5 feat. Megan Thee Stallion) | Collaborazione preferita                                     | Candidato/a     | [ 53 ] |
| NME Awards                      | 2020 | Cash Shit (feat. DaBaby)                                | Miglior collaborazione                                       | Candidato/a     | [ 54 ] |
| NME Awards                      | 2022 | Se stessa                                               | Miglior artista dal vivo                                     | Candidato/a     | [ 55 ] |
| NME Awards                      | 2022 | Se stessa                                               | Miglior headliner di festival                                | Candidato/a     | [ 55 ] |
| Prêmios MTV MIAW                | 2020 | Savage (Remix) (feat. Beyoncé)                          | Collaborazione straniera                                     | Candidato/a     | [ 56 ] |
| Prêmios MTV MIAW                | 2021 | Beautiful Mistakes (Maroon 5 feat. Megan Thee Stallion) | Collaborazione straniera                                     | Candidato/a     | [ 57 ] |
| Rockbjörnen                     | 2021 | Savage (Remix) (feat. Beyoncé)                          | Canzone straniera dell'anno                                  | Candidato/a     | [ 58 ] |
| Soul Train Music Awards         | 2019 | Cash Shit (feat. DaBaby)                                | Miglior canzone hip hop dell'anno                            | Candidato/a     | [ 59 ] |
| Soul Train Music Awards         | 2020 | Savage                                                  | Miglior canzone hip hop dell'anno                            | Vincitore/trice | [ 60 ] |
| Soul Train Music Awards         | 2020 | WAP (Cardi B feat. Megan Thee Stallion)                 | Miglior canzone hip hop dell'anno                            | Candidato/a     | [ 61 ] |
| UK Music Video Awards           | 2021 | Thot Shit                                               | Miglior video hip hop/grime/rap internazionale               | Vincitore/trice | [ 62 ] |
| Urban Music Awards              | 2021 | Se stessa                                               | Artista statunitense dell'anno                               | In attesa       | [ 63 ] |
| Variety's Hitmakers             | 2019 | Se stessa                                               | Artista rivelazione                                          | Vincitore/trice | [ 64 ] |
| Webby Awards                    | 2022 | Thot Shit                                               | Video musicale                                               | Vincitore/trice | [ 65 ] |
| Webby Awards                    | 2022 | Se stessa                                               | Artista dell'anno                                            | Vincitore/trice | [ 65 ] |
| WOWIE Awards                    | 2020 | Se stessa                                               | Outstanding Thirst Traps                                     | Candidato/a     | [ 66 ] |
| WOWIE Awards                    | 2020 | Se stessa e Beyoncé                                     | Miglior compositrice                                         | Candidato/a     | [ 66 ] |
| WOWIE Awards                    | 2020 | WAP (Cardi B feat. Megan Thee Stallion)                 | Miglior canzone collaborazione                               | Candidato/a     | [ 66 ] |
| WOWIE Awards                    | 2020 | Megan Thee Stallion al Saturday Night Live              | Migliore interpretazione musicale                            | Candidato/a     | [ 66 ] |